# Broti & Pacek – Irgendwas ist immer
Broti & Pacek war eine deutsche Comedy-Fernsehserie. Bei der Serie handelte es sich um einen Ableger der Serie Alphateam, die ebenfalls auf Sat.1 ausgestrahlt wurde.

## Handlung
Der Internist Dr. Joachim Brotesser und sein Kollege Dr. Franz Pacek, ein Schönheitschirurg, wollen dem stressigen Alltag der Notaufnahme in der Hansaklinik im Hamburger Hafenviertel entfliehen und eröffnen zusammen mit der Diplom-Psychologin Silvia Dorn eine eigene Praxis in einer Altbauvilla in Hamburg-Ottensen.

## Dies und Das
- Die schon aus dem Alphateam bekannte WG von Dr. Brotesser und Dr. Pacek wird hier zum zentralen Punkt der Serie.
- Sat.1 strahlte Wiederholungen der Serie aus, die jedoch aufgrund schlechter Einschaltquoten Ende Februar 2005 kurzfristig abgesetzt wurden.[1]
- Die Serie erschien im Dezember 2007 auf DVD.